# Garol
Garol fou un petit estat tributari de l'agència Rewa Kantha, i després dels Panch Mahals, a Gujarat, a la presidència de Bombai. El tribut de 3 lliures es pagava al Gaikwar de Baroda, i quan fou transferit als Panch Mahals es va seguir pagant a través de l'agència Rewa Kantha.